# 阿布罗科美斯
阿布罗科美斯(希腊语Aβρόκoμας)。波斯王阿尔塔薛西斯二世的一个总督。据说曾率领三十万之众的军队阻挡小居鲁士进入亚洲。但是他在听说小居鲁士到来的消息后就自己先逃跑了。后来曾驻扎在幼发拉底河，但是也未阻止小居鲁士渡河。另外他手下的四百希腊重装步兵雇佣军也在依苏斯背叛了他，投入了小居鲁士的阵营。历史上没有很多关于此人生平的记载。希腊演说家伊索克拉底在其演说中曾提到阿布罗科美斯曾连同法那巴佐斯（Pharnabazus）还有Tithraustes镇压埃及人的起义，但是最终失败。